# Linda Gray
Pour les articles homonymes, voir Gray.
Linda Gray, née le 12 septembre 1940 à Santa Monica en Californie, est une actrice et productrice de télévision américaine.
Elle est notamment connue du grand public pour son rôle de Sue Ellen Ewing dans la série télévisée américaine Dallas, diffusée à partir de 1978.

## Biographie

### Enfance et débuts
Née à Santa Monica, Linda Gray a grandi à Culver City en Californie. Son père, Leslie est un horloger, « présent comme un meuble » dit-elle dans son autobiographie. Atteinte de polio durant son enfance, elle dit avoir manqué d'affection.[réf. souhaitée]
Elle devient mannequin dans les années 1960, puis actrice pour des publicités (on voit ses jambes sur l'affiche du film Le Lauréat).[réf. souhaitée]

### Carrière
Linda Gray est surtout connue pour son rôle dans la série télévisée phare des années 1980, Dallas, dans laquelle elle incarne durant 217 épisodes, de 1978 à 1989 puis en 1991, le personnage de Sue Ellen Ewing, l'épouse du magnat du pétrole texan J.R. Ewing (incarné par Larry Hagman). Elle reprendra son rôle en 2012 à l'occasion d'une nouvelle version de la série.
En 1991, l'actrice fait une incursion au cinéma en jouant un second rôle dans la comédie L'embrouille est dans le sac aux côtés de Sylvester Stallone, Ornella Muti et de Marisa Tomei.
En 1994, Linda Gray apparaît en tant que guest-star dans le feuilleton Melrose Place dont Heather Locklear est la vedette.
Entre 2004 et 2005, la comédienne intègre la distribution du célèbre soap-opera Amour, Gloire et Beauté.
Elle participe en 2008 à 90210 Beverly Hills : Nouvelle Génération, le spin-off de la série Beverly Hills 90210.
En 2016, Linda Gray crée l'événement au Royaume-Uni en rejoignant, le temps de quelques épisodes, le casting du feuilleton britannique diffusé sur Channel 4, Hollyoaks, dans le rôle de Tabitha Maxwell-Brown, la mère du personnage de Marnie Nightingale, interprété par Lysette Anthony.

### Vie privée
En 1962, Linda Gray se marie avec Ed Trasher, un graphiste renommé avec qui elle a deux enfants : Jeff et Kehly ; elle divorcera au bout de 20 ans de mariage en 1983.
En 1990, elle perd sa sœur Betty, emportée par un cancer du sein.[réf. souhaitée]
Le 23 novembre 2020, elle annonce sur les réseaux sociaux la mort de son fils unique, Jeff Thrasher, âgé de 56 ans, producteur et réalisateur pour la télévision.

## Filmographie

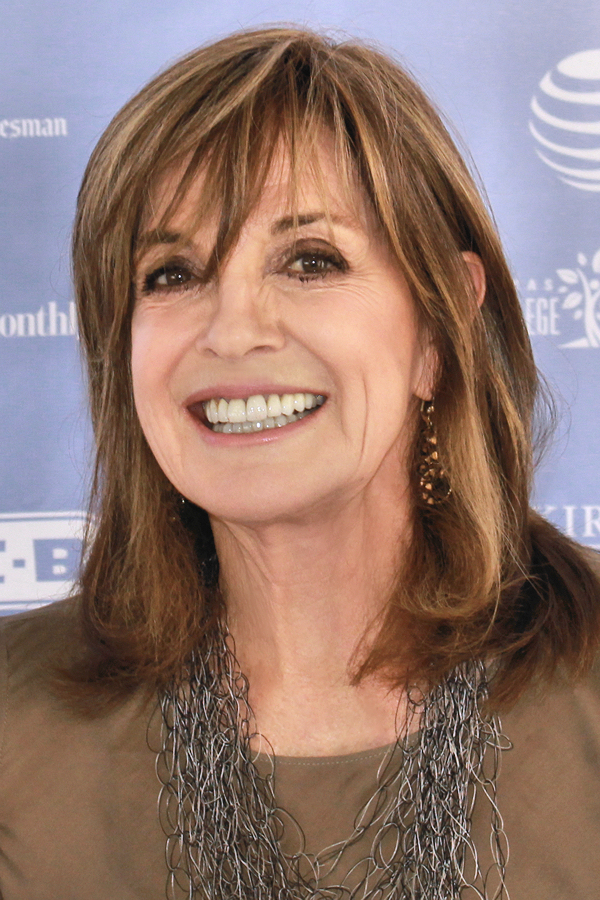
Linda Gray en 2015.

### Cinéma
- 1963 : Palm Springs Weekend de Norman Taurog : la fille à la piscine avec un maillot de bain jaune
- 1976 : Les Chiens fous de Burt Brinckerhoff : Miss Engle
- 1991 : L'embrouille est dans le sac de John Landis : Roxanne
- 1998 : Star of Jaipur de Chris McIntyre : Linda Trask
- 2006 : Reflections of a Life de Kathi Carey : Linda

### Télévision

#### Séries
- 1974 : Docteur Marcus Welby : Patsy Grey
- 1976 : Un shérif à New York
- 1977 : All That Glitters : Linda Murkland
- 1977 : Switch : Alison
- 1978-1989 puis épisode final (1991) : Dallas : Sue Ellen Ewing (doublage francophone hors-Québec d'Evelyne Séléna)
- 1994 : Melrose Place : Hillary Michaels
- 1994-1995 : Models Inc. : Hillary Michaels
- 1998 : Les Anges du bonheur : Marian Campbell
- 2004-2005 : Amour, Gloire et Beauté : Priscilla Kelly
- 2008 : 90210 : Victoria Brewer
- 2012-2014 : Dallas : Sue Ellen Ewing

#### Téléfilms
- 1975 : The Big Rip-Off
- 1977 : Murder in Peyton Place : Carla Cord
- 1978 : The Grass Is Always Greener Over the Septic Tank : Leslie Corliss
- 1979 : The Two Worlds of Jennie Logan : Elizabeth Harrington
- 1980 : Haywire : Nan
- 1980 : The Wild and the Free : Linda
- 1981 : The Body Human: The Loving Process - Women
- 1981 : The Body Human: The Loving Process - Men
- 1982 : Not in Front of the Children : Nancy Carruthers
- 1987 : Kenny Rogers as The Gambler, Part III: The Legends Continues : Mary Collins
- 1991 : The Entertainers : Laura
- 1992 : Highway Heartbreaker : Catherine
- 1993 : Bonanza: The Return : Laredo Stimmons
- 1993 : Seule contre l'injustice (Moment of Truth: Why My Daughter) : Gayle Moffitt
- 1994 : To My Daughter with Love : Eleanor Monroe
- 1994 : Pacte Criminel (Accidental Meeting) : Jennifer Parris
- 1994 : Jeu mortel (Moment of Truth: Broken Pledges) : Eileen Stevens
- 1996 : Dallas : Le Retour de J.R. : Sue Ellen Ewing
- 1997 : Menace sur le berceau (When the Cradle Falls) (VF Évelyn Séléna)
- 1998 : Dallas: La guerre des Ewing (Dallas: War of the Ewings) : Sue Ellen Ewing (VF Évelyn Séléna)
- 2005 : McBride: It's Murder, Madam : Victoria Sawyer
- 2015 : Un couple parfait (A Perfect Wedding) : Gabby Taylor (VF Évelyn Séléna)

#### Productrice
- 1994 : Moment of Truth: Broken Pledges (Téléfilm)

## Rôle dansDallas

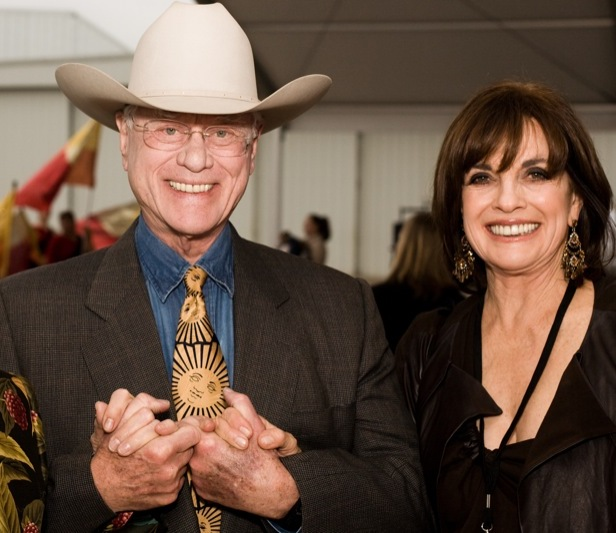
Linda Gray aux côtés de Larry Hagman (J.R. Ewing) en 2009.

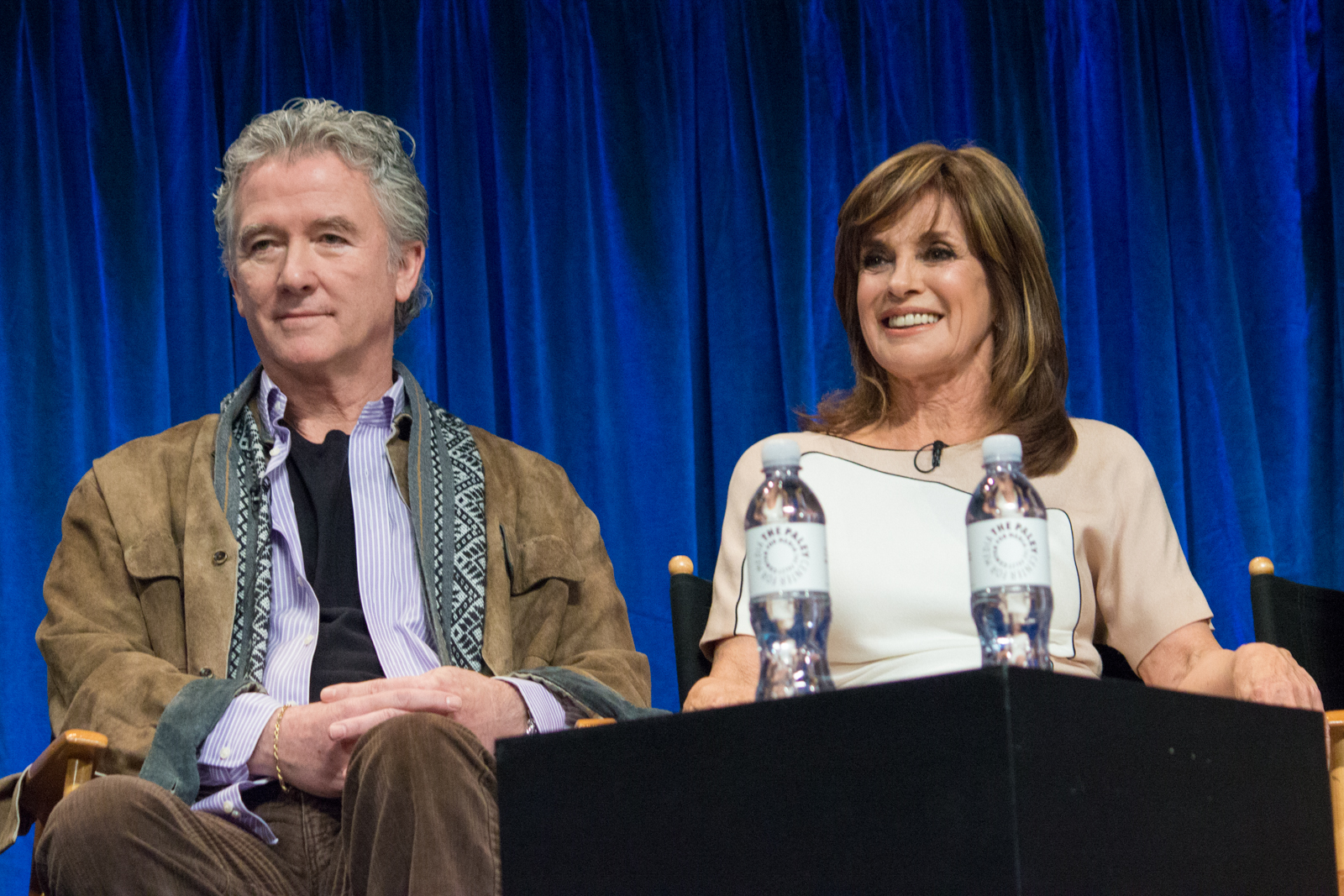
Linda Gray aux côtés de Patrick Duffy (Bobby Ewing) en 2013.

Le personnage de Sue Ellen Ewing fait partie de la distribution originale de la mini-série qui, diffusée sous la forme de 5 épisodes en avril 1978 aux États-Unis, a connu finalement 14 saisons. Le personnage de Sue Ellen ne fait cependant pas partie du générique de la mini-série (saison 1) de Dallas, Linda Gray n'étant créditée qu'au générique de fin. Le talent de Linda Gray et le potentiel scénaristique de son personnage ont sans doute joué en sa faveur et elle intègre le générique dès la deuxième saison.
Sue Ellen, dès le début de la série, est décrite comme une femme sensible, maltraitée moralement par son mari, J.R., qui vit dans l'ombre de son père et souhaite s'affirmer à la tête de la Ewing Oil Company, l'entreprise familiale. Sue Ellen est une ancienne Miss Texas, dont J.R. s'est entichée mais le téléspectateur comprend vite qu'elle fait partie de la longue liste des femmes qui ont partagé son lit. L'infertilité présumée de Sue Ellen ne fait que dégrader l'état de leur couple. La faiblesse de Sue Ellen se concrétise assez vite par une addiction pour l'alcool. Plusieurs périodes de la série s'appuieront sur l'alcoolisme du personnage de Sue Ellen pour relancer l'intrigue. Ainsi, Sue Ellen accouche prématurément après un accident de la route en état d'ébriété et donne naissance à l'héritier de la dynastie. Les scènes d'alcoolisme sont l'occasion pour Linda Gray de montrer son talent d'actrice, les scénaristes allant souvent loin dans la « déchéance » du personnage.
Au fil des saisons, Sue Ellen évolue, de femme soumise et aveuglée, elle devient indépendante et clairvoyante, parfois aussi manipulatrice que son mari. Sue Ellen est sans doute le seul personnage à pouvoir faire défaillir l'impitoyable J.R., en jouant sur le propre tableau de ce dernier : l'adultère, les affaires et la famille.
En 1989, J.R. Ewing perd son épouse : Linda Gray, sans doute lassée des éternels retours de flamme de JR et Sue Ellen, quitte le feuilleton, dont elle aura réalisé plusieurs épisodes. Sue Ellen part pour Londres, après un second divorce et un dernier pied de nez à J.R.
Linda Gray retrouvera par la suite l'équipe de Dallas et son rôle fétiche à plusieurs reprises :
- lors du double épisode qui clôt la série, en 1991, auquel ont participé d'autres stars du feuilleton, comme Ted Shackelford, Joan Van Ark, Mary Crosby ou Nicholas Read.
- lors des deux téléfilms de « réunion », tout d'abord en 1996 avec Dallas : Le Retour de J.R. (JR Returns) puis en 1998 avec Dallas: La guerre des Ewing (Dallas: War of the Ewings)
- lors d'une émission documentaire de 2004, Dallas Reunion: Return to Southfork, occasion de réunir la plupart des acteurs de la distribution originale et de diffuser moments-clés du feuilleton et bêtisiers.

À partir du 13 juin 2012, elle est de nouveau à l'affiche de la série, dans Dallas (2012).
Linda Gray est doublée en français par la comédienne Évelyn Séléna.

## Ses rôles dans d'autres séries célèbres
- En 1994, Linda Gray endosse dans Melrose Place, célèbre série produite par Aaron Spelling et créée par Darren Star le rôle de Hillary Michaels, la mère d'Amanda Woodward, campée par Heather Locklear.

La participation de Linda Gray à quatre épisodes de la série permettra de lancer le spin-off (ou série dérivée) de Melrose Place, Models Inc., dans laquelle Linda Gray reprend le rôle de Hillary pour les 29 épisodes de la première et unique saison. Pour l'anecdote, Heather Locklear a fait ses armes dans Dynastie, la série rivale de Dallas.
- Amour, Gloire et Beauté, le célèbre soap-opera a fait aussi appel à Linda Gray. Cette dernière jouera, durant 19 épisodes en 2004-2005 le rôle de la mère de l'actrice Sydney Penny.